# Eremitas da Bem-Aventurada Virgem Maria do Monte Carmelo
Os Eremitas da Bem-Aventurada Virgem Maria do Monte Carmelo (ou Carmelitas Eremitas) são um ramo da Ordem do Carmo que se originou com monges eremitas que, desde o século XIII, se tornaram na sua maioria em frades mendicantes. Os Carmelitas Eremitas do ramo masculino da Ordem do Carmo não são, contudo, considerados como os frades carmelitas de vida activa e apostólica. Na actualidade, os Carmelitas Eremitas são comunidades separadas, tanto de homens como de mulheres, que vivem em clausura, inspirada na antiga vida monástica carmelita, sob a autoridade do Prior Geral da Ordem Carmelita (O. Carm.).
Nossa Senhora do Carmo é a principal padroeira deste tipo de comunidades carmelitas. Este ramo baseia-se, por norma, no carisma carmelita primitivo da Antiga Observância, inspirando-se, entre outros, na espiritualidade ascética de Santa Maria Madalena de Pazzi, ainda que os seus membros também partilhem da riqueza espiritual do ramo reformado por Santa Teresa de Ávila e São João da Cruz.

## Comunidades Carmelitas Eremíticas sob a autoridade do Prior Geral (O.Carm.)

### Comunidades masculinas (Frades/Irmãos)

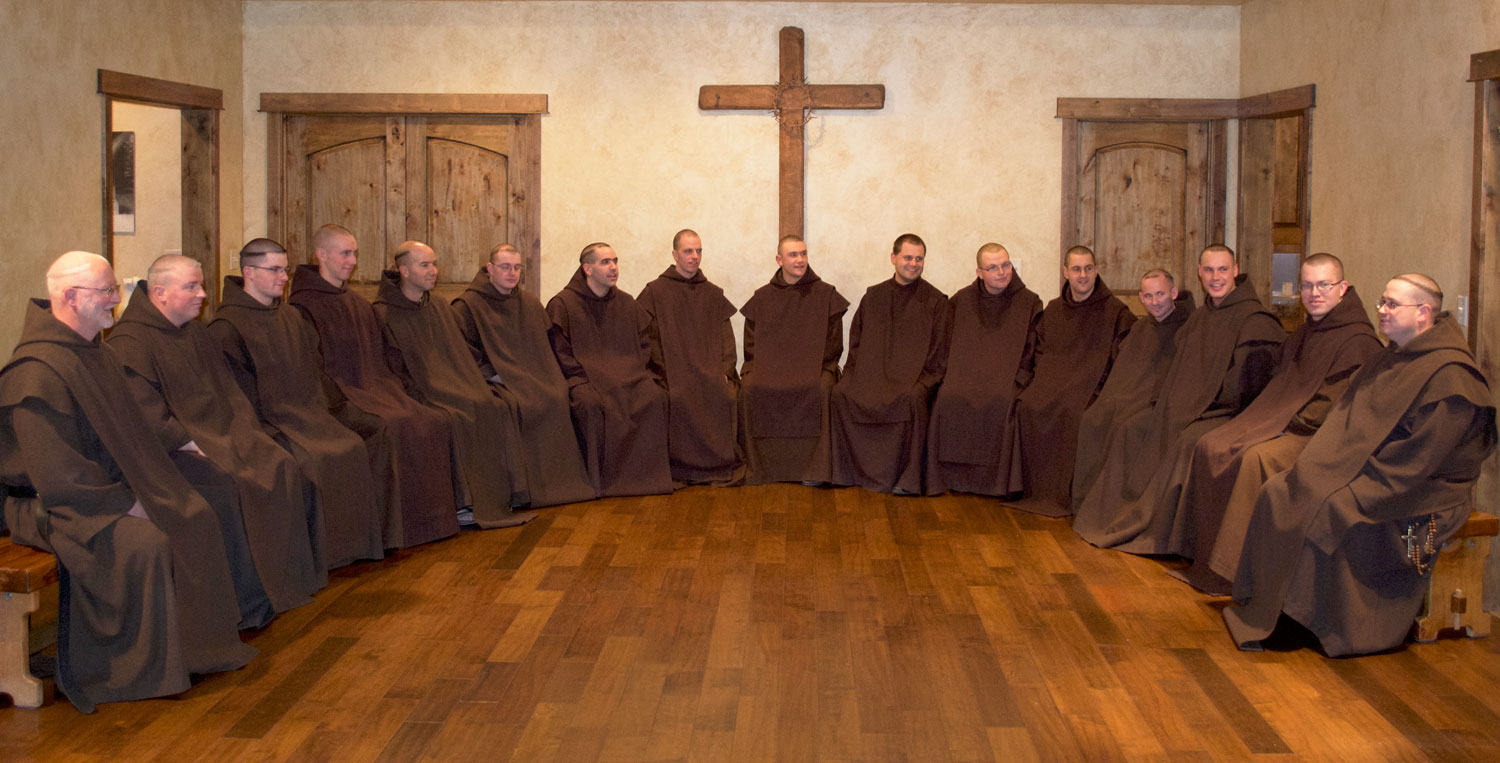
Monges Carmelitas (Wyoming – Estados Unidos da América)

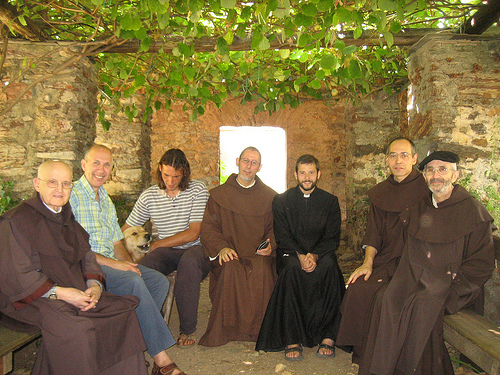
Carmelitas do Mosteiro de São José de Las Batuecas (Espanha)

- Carmelitas Eremitas da Santíssima Virgem Maria do Monte Carmelo – Christoval, Texas (Estados Unidos da América)
- Carmelitas Eremitas da Santíssima Virgem Maria do Monte Carmelo – Lake Elmo, Minnesota (Estados Unidos da América)
- Monges Carmelitas da Santíssima Virgem Maria – Meeteetse, Wyoming (Estados Unidos da América)
- Carmelitas Eremitas Descalços da Santíssima Virgem Maria do Monte Carmelo – Fairfield, Pensilvânia (Estados Unidos da América)
- Carmelitas Eremitas Descalços do Mosteiro de São José de Las Batuecas – Vale de Las Batuecas, Salamanca (Espanha)
- Carmelitas Eremitas Descalços do Deserto de São José de Rigada – Hoz de Anero, Cantabria (Espanha)
- Eremitério de Santa Maria dos Arenales e São José – Hornachuelos, Córdova (Espanha)

### Comunidades femininas (Freiras/Irmãs)

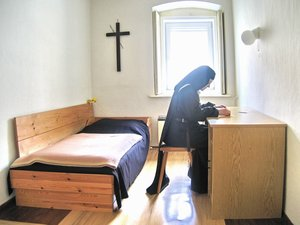
Uma freira carmelita na solidão da sua cela, a rezar e a meditar através da Lectio Divina (Bíblia).

- Eremitas de Nossa Senhora do Monte Carmelo – Chester, New Jersey (U.S.A.)
- Carmelitas Eremitas da Trindade – Milwaukee, Wisconsin (U.S.A.)
- Carmelitas Eremitas de Santa Maria dos Anjos – San Martino alla Palma (Itália)
- Carmelitas Eremitas de Monteluro – Monteluro (Itália)
- Carmelitas Eremitas de Bordeaux-Talence – Villefranche-de-Rouergue, Aveyron (França)